# 熊濟文
熊濟文，字質甫，贵州贵阳人，清朝政治人物、進士出身。
光緒十六年（1890年）清德宗親政庚寅恩科進士，二甲一百十二名，同年五月，授内阁中书。后官至四川寧遠府知府。